# Louis Desprez
Ne doit pas être confondu avec Louis-Jean Desprez ou Louis Déprez.
Pour les articles homonymes, voir Desprez.
Louis Desprez né le 7 juillet 1799 à Paris, ville où il est mort le 16 novembre 1870, est un sculpteur français.

## Biographie
Louis Desprez est élève de Francois Joseph Bosio à l'École des beaux-arts de Paris. En 1826, il remporte le prix de Rome en sculpture avec La Mort d'Orion, devant François Jouffroy, et part alors séjourner à l'Académie de France à Rome. Plutôt spécialisé dans les bustes et statues, il a aussi beaucoup œuvré à des travaux de restauration pour des églises gothiques parisiennes au milieu du XIXe siècle.
Il est nommé chevalier de la Légion d'honneur en mai 1851.

## Œuvres dans les collections publiques
- Amiens, musée de Picardie : L'Ingénue, 1843, statue en marbre.
- Bagnères-de-Bigorre, musée Salies : Napoléon III, buste en plâtre[2].
- Bangor, phare de Goulphar : Charles-François Beautemps-Beaupré, buste en bronze[3].
- Blois, musée des Beaux-Arts : Le Grand Dauphin, buste[4].
- Bordeaux, musée des Beaux-Arts : Raymond Brascassat, buste[5].
- Douai, musée de la Chartreuse : L'Innocence, ou Jeune fille jouant avec un serpent, statue[6].
- Évreux, musée d'Évreux : M. Bignon, buste[7].
- L'Isle-Adam, musée d'Art et d'Histoire Louis-Senlecq : J.R. Joyant, portrait en médaillon[8].
- Paris :
  - avenue des Champs-Élysées : fontaine de Diane, 1840, décor sculpté.
  - église Saint-Germain-l'Auxerrois : statues du porche.
  - église Saint-Merri : statues d'apôtres sur les piédroits du porche.
  - église du Val-de-Grâce, maître-autel : Saint Joseph, statue en marbre d'après le groupe de La Nativité de Michel Anguier.
  - jardin du Luxembourg, façade de l'orangerie : James Pradier, buste en pierre.
  - musée Rodin : M. Godde, buste[9].
  - palais du Louvre, cour Napoléon : Louis Bourdaloue et Jacques-Bénigne Bossuet, statues en pierre de la série des « Hommes illustres ».
  - place Saint-Sulpice : Esprit Fléchier, 1844, statue en pierre de la fontaine Saint-Sulpice.
- Saint-Clément-des-Baleines : Charles-François Beautemps-Beaupré, 1851, buste en bronze[10].
- Le Puy-en-Velay, musée Crozatier :
  - Moïse[11] ;
  - Milon de Crotone[12].
- Versailles, musée de l'Histoire de France : Bernard de Nogaret, buste en marbre.

Œuvres de Louis Desprez
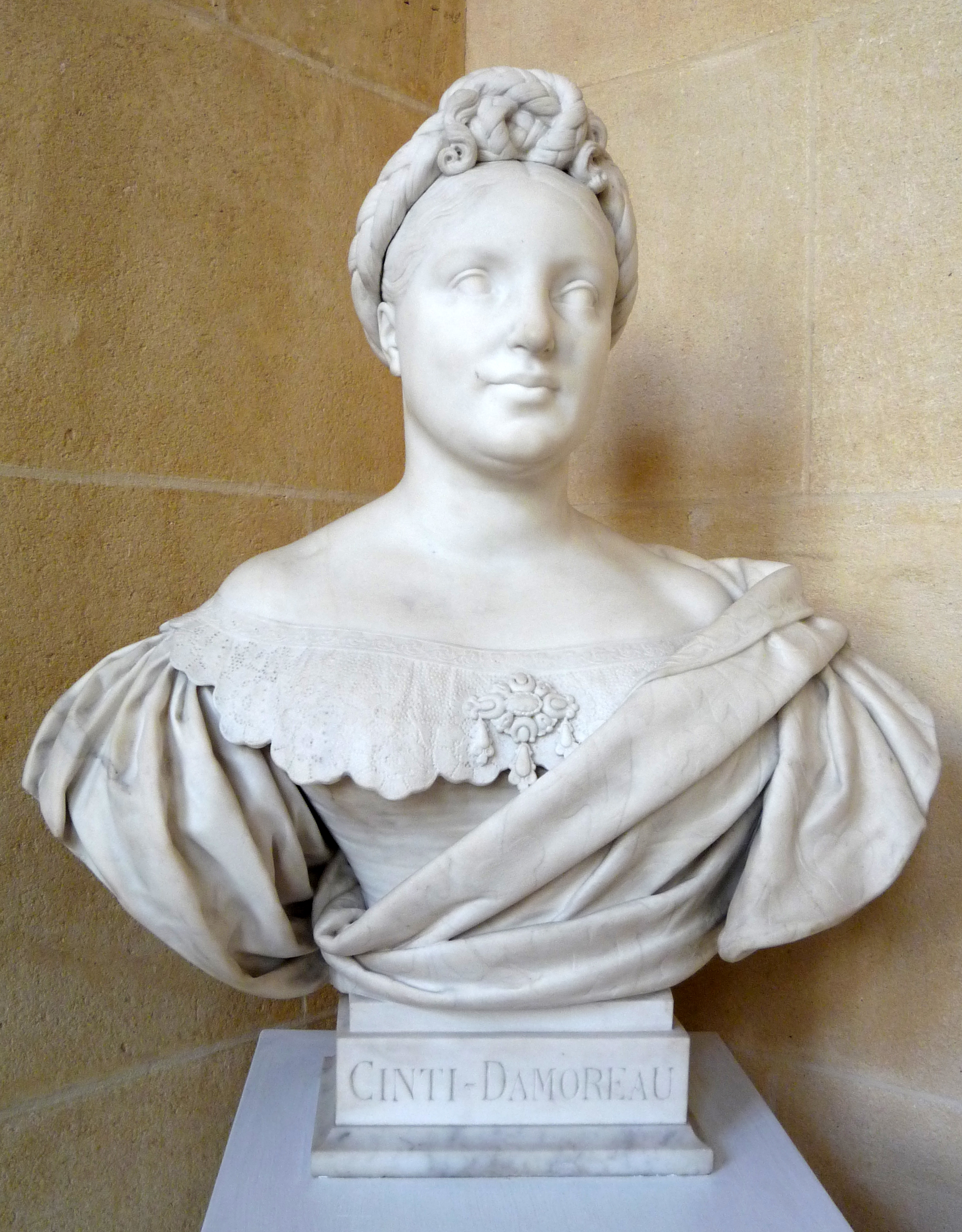
Laure Cinti-Damoreau (1834), Paris, bibliothèque-musée de l'Opéra.
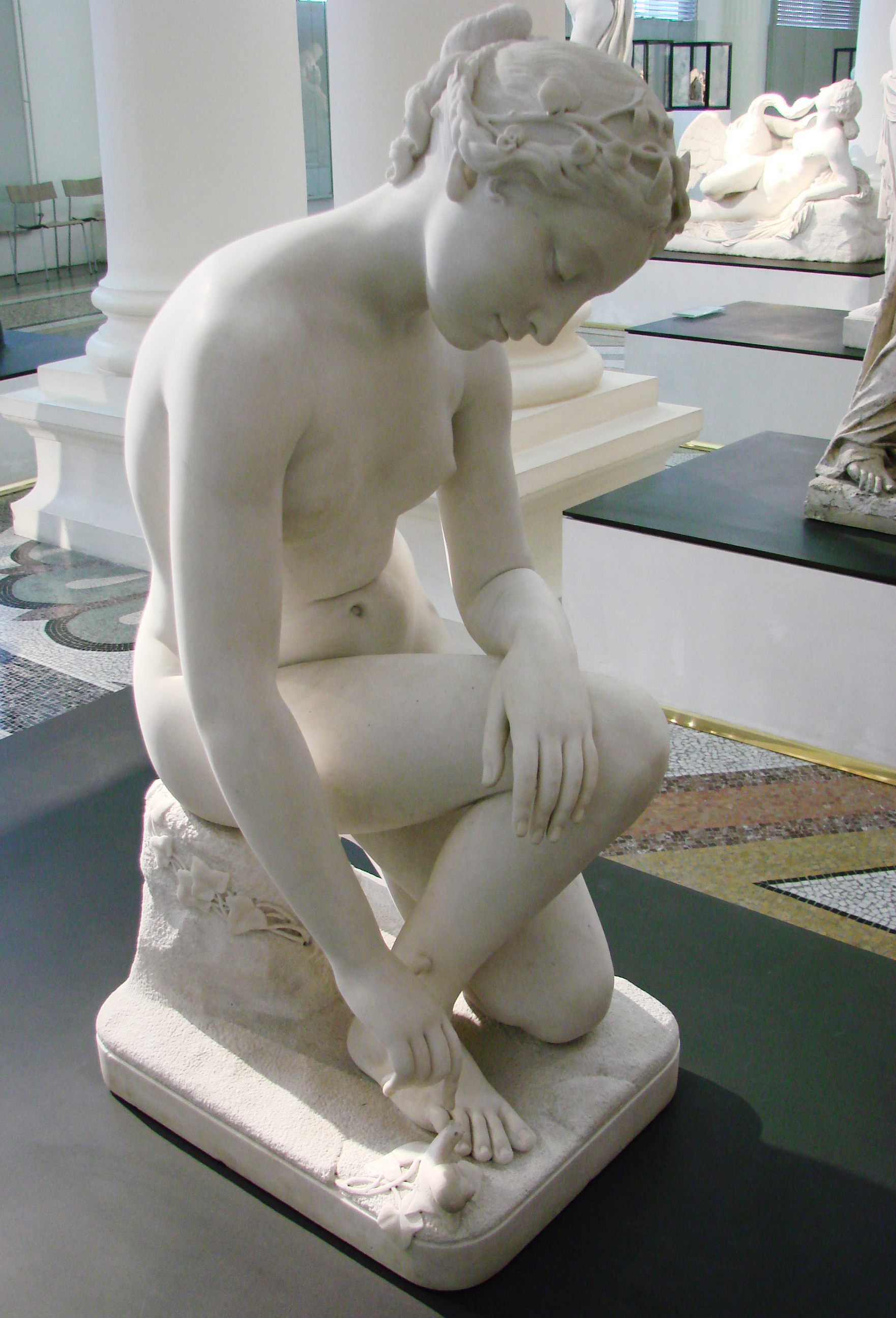
L'Ingénue, ou La jeune Fille au limaçon (1843), marbre, Amiens, musée de Picardie.
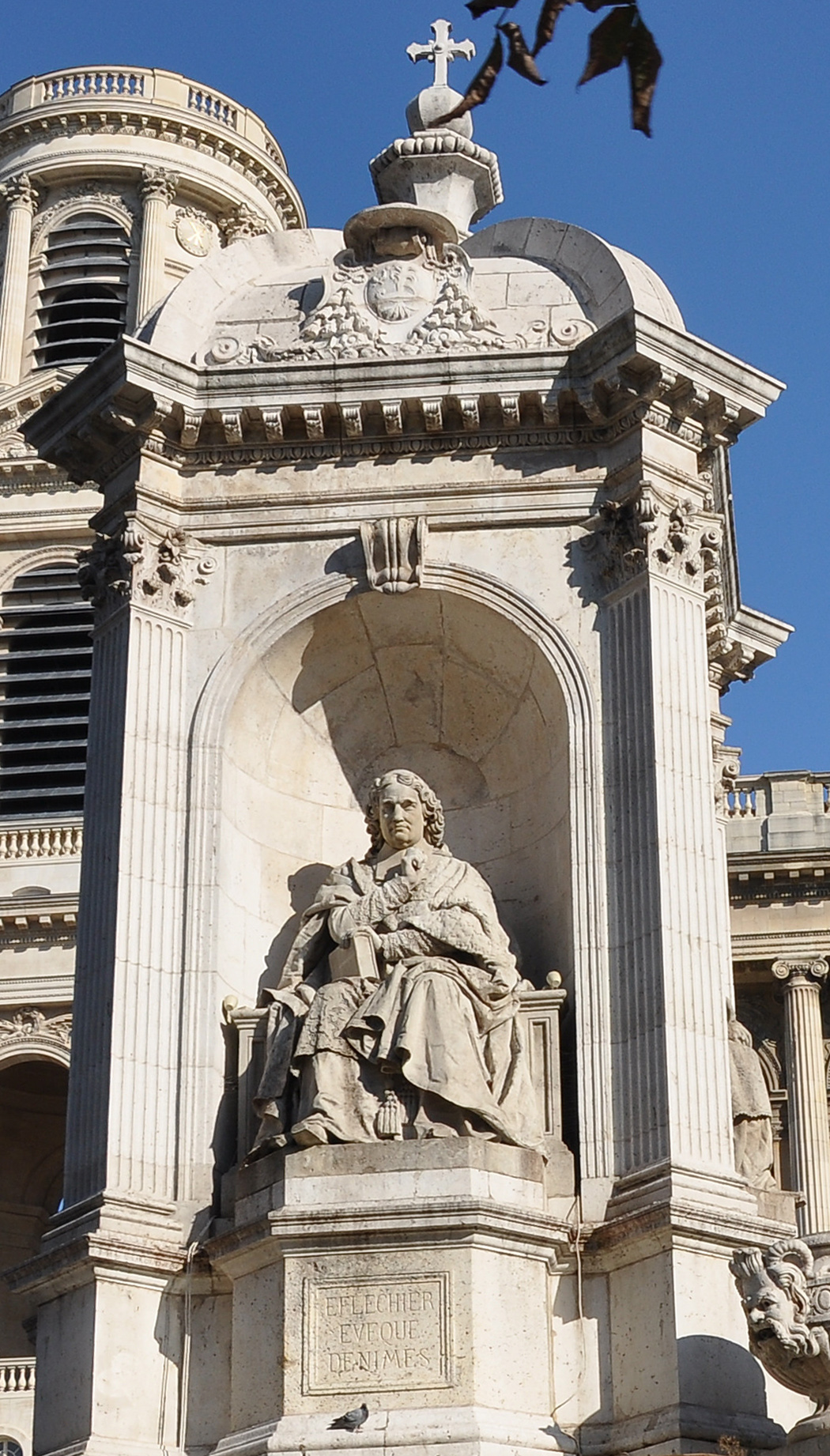
Esprit Fléchier (1844), Paris, fontaine Saint-Sulpice.
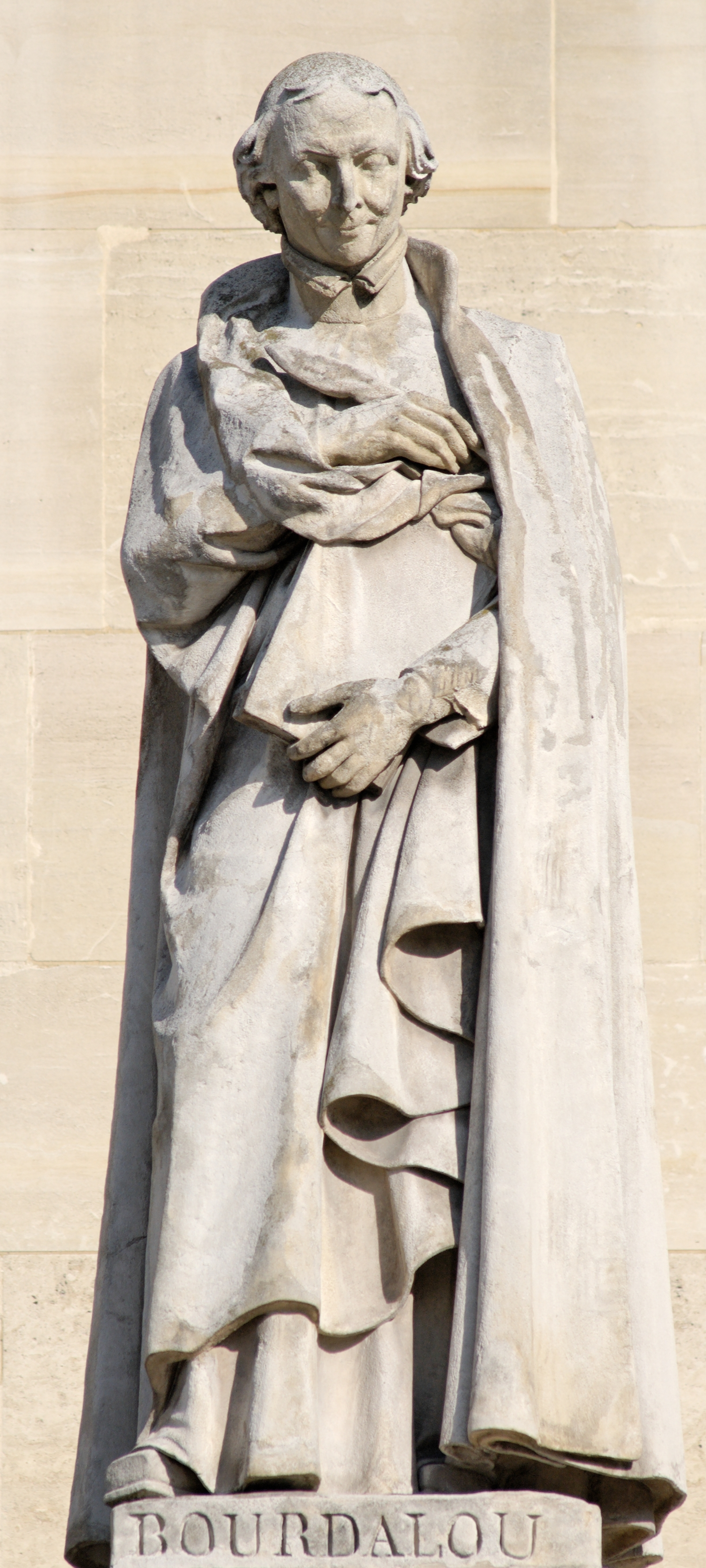
Louis Bourdaloue (1853), Paris, palais du Louvre.
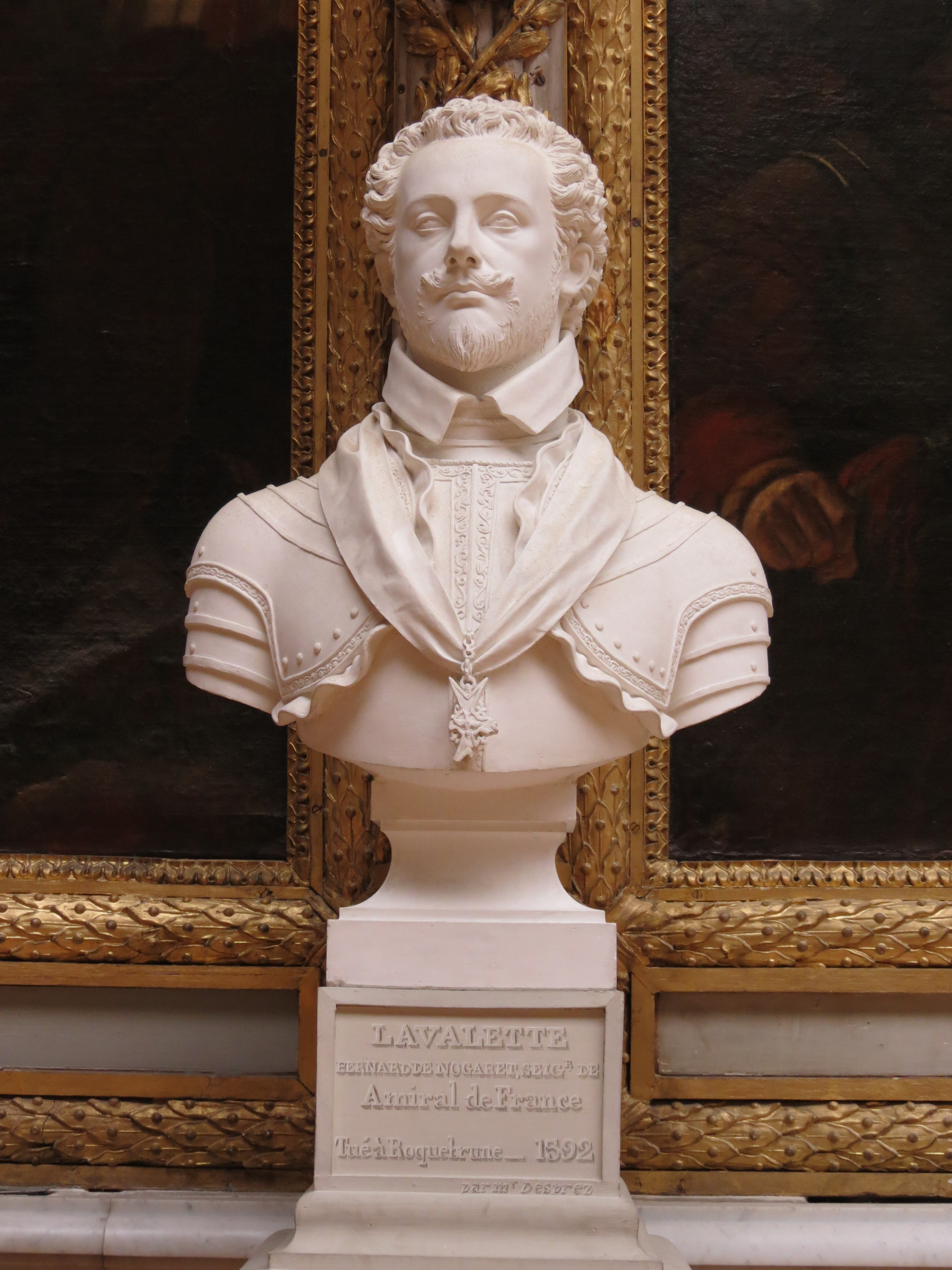
Bernard de Nogaret, Versailles, musée de l'Histoire de France.
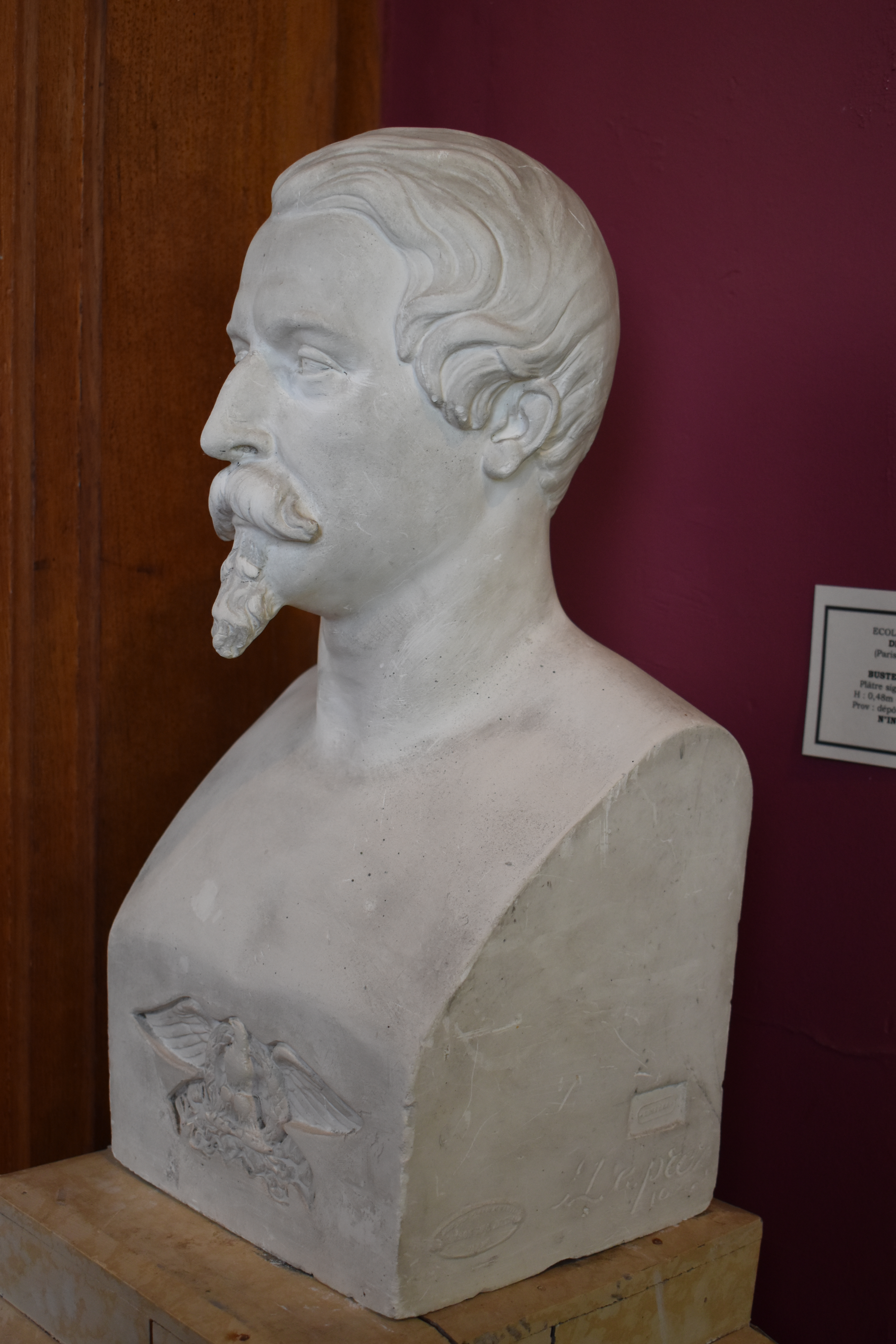
Napoléon III, Bagnères-de-Bigorre, musée Salies.
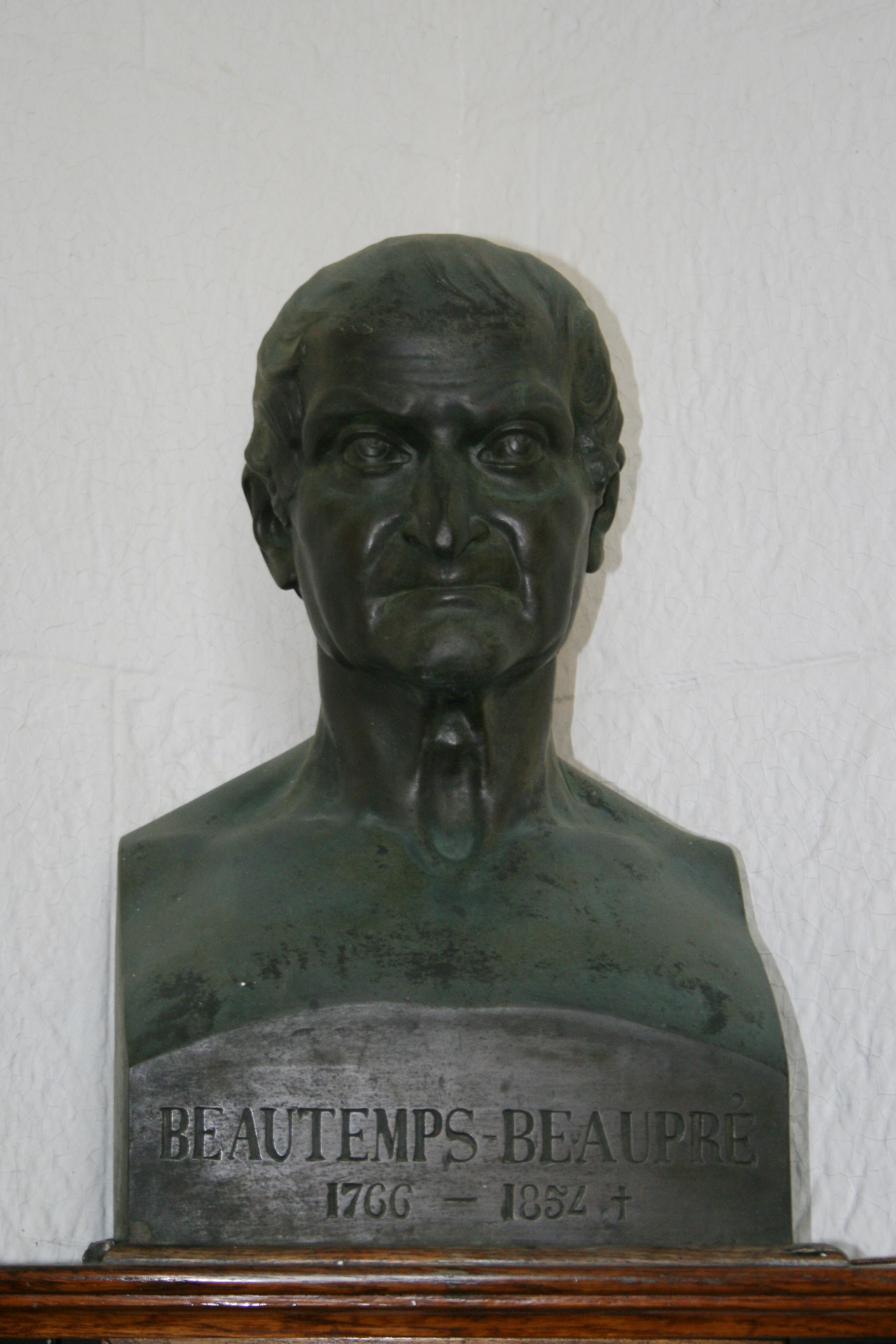
Charles-François Beautemps-Beaupré, Bangor, phare de Goulphar.